# Nouvelle-Ouest
Nouvelle-Ouest est un village de l'Est du Québec situé sur la péninsule gaspésienne dans la région de la Gaspésie–Îles-de-la-Madeleine faisant partie de la municipalité de Nouvelle dans la municipalité régionale de comté d'Avignon.

### Source en ligne
- Commission de toponymie du Québec